# Intersport
 (octobre 2016).
Si vous disposez d'ouvrages ou d'articles de référence ou si vous connaissez des sites web de qualité traitant du thème abordé ici, merci de compléter l'article en donnant les références utiles à sa vérifiabilité et en les liant à la section « Notes et références ».
Intersport (son nom officiel est Intersport International Corporation ou IIC) est un groupe d'entreprises de distribution d'articles de sport basé à Berne en Suisse. Le groupe est issu du regroupement, en 1970, de dix groupements d'achat de produits sportifs.

## Description
Intersport, leader sur le marché de la vente d'articles de sport au niveau international, compte aujourd'hui 5 830 magasins. 
Chaque organisation nationale dispose d'une importante autonomie. Intersport International Corporation, qui n'emploie qu'une centaine de personnes, est principalement chargé de négocier les achats pour le groupement et d'organiser la sélection des produits pour les marques propres au groupe comme : Energetics (fitness et musculation), Etirel (vêtement multisport), Dynatour (golf), Firefly (vêtements, chaussures, sport de glisse), McKinley (sports outdoor (en extérieur) et sports de montagne), Nakamura (cycles), Pro Touch (équipements pour la course à pied et les sports collectifs), Techno Pro (ski et sport de raquette), ITS (premier prix).

## Histoire
En 1970, 10 groupements d'achats de produits sportifs de plusieurs pays (Norvège, Suède, Danemark, Allemagne, Autriche, Suisse, France, Pays-Bas, Italie et Belgique) se regroupent. Puis se joignent l'Espagne, la Finlande, le Canada, et le Royaume-Uni qui constituent les organisations nationales associées. Ils se partagent le capital de la Société Intersport International Corporation qui joue le rôle de super-centrale d'achats et de centrale d'enseigne.
À partir de l'an 2000, la croissance du groupe sur de nouveaux territoires s'est faite par affiliation de nouveaux distributeurs nationaux ou régionaux.

## Intersport France

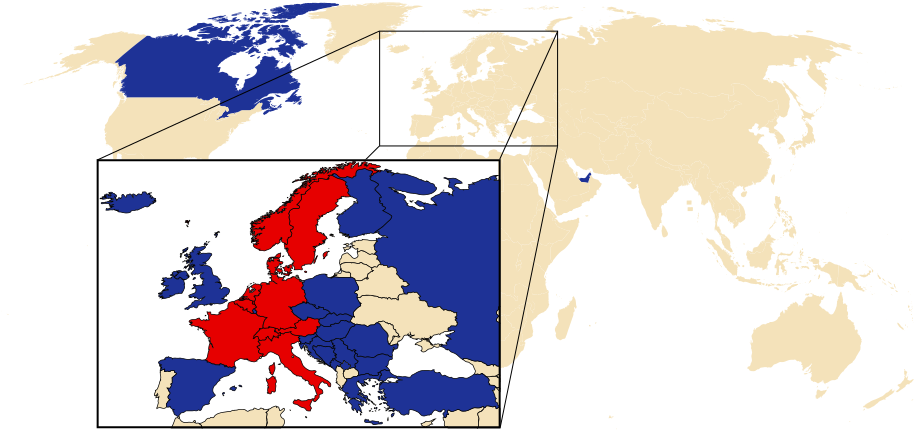
En rouge les 10 réseaux nationaux qui se sont associés pour fonder le groupe Intersport en 1970, en bleu les implantations ultérieures.

Le groupement d'achat français trouve son origine en 1924 lorsque l'association des Scouts de France crée La Hutte pour diffuser le matériel et les uniformes de scout.
En 1949, La Hutte crée un groupement d'achat pour s'approvisionner et en 1959 des contacts sont établis avec d'autres distributeurs européens.
Dans les années 1960, elle domine le marché et développe une identité visuelle forte, sur des magasins de centre-ville. Dans les années 1980, le groupe français développe progressivement  des formats de magasins en périphérie.
En 2017, Intersport France est en deuxième place sur ce marché (1,8 milliard d'Euros et plus de 600 points de vente, environ 16 % de part de marché), derrière Décathlon (2,7 milliard d'Euros de chiffre d'affaires en France, 24 % de part de marché) et devant le groupe Go Sport (9 % de part de marché).
Intersport France est une société coopérative, regroupant des commerçants détaillants propriétaires de  magasins avec une structure centrale basée à Longjumeau (250 personnes) et une plateforme logistique de 44 000 m2 à Saint-Vulbas (170 personnes) ainsi que depuis 2019, une plateforme logistique de 18 000 m2 à Pont-d'Ain prestée par XPO Logistics. Intersport est également actionnaire majoritaire de la Manufacture Française du Cycle (350 personnes), première usine française d’assemblage de cycles à Machecoul.
La structure centrale d'Intersport France anime également les réseaux de détaillants de Belgique et du Luxembourg.
Intersport France a créé l'Académie Intersport qui permet de former les collaborateurs du groupe en France.
En avril 2023, le tribunal de commerce de Grenoble a choisi l'offre de la coopérative Intersport pour prendre le contrôle du groupe Go Sport, en crise à la suite d'une procédure de redressement judiciaire de la Financière immobilière bordelaise. L'entreprise s'engage à maintenir les activités de 72 magasins et à sauvegarder 90 % des 1 631 emplois de Go Sport,,.
En juillet 2024, le groupe Intersport annonce relocaliser sa production en Europe et en Afrique du Nord. L’objectif est d’atténuer les problèmes de chaîne d’approvisionnement et d’avoir plus grande indépendance vis-à-vis de l’Asie.

## Marques
| Marque     | Pratique                                    | Logo |
| ---------- | ------------------------------------------- | ---- |
| Tecnopro   | Sports de raquette, sports d'hiver          |      |
| Pro Touch  | Sports d'équipe, running, sports de combat  |      |
| Nakamura   | VTT, VTC, Route, BMX                        |      |
| McKinley   | Trek, randonnée, sports de montagne/outdoor |      |
| Firefly    | Mode, sports urbain                         |      |
| Etirel     | Sports de glisse, natation                  |      |
| Energetics | Fitness, musculation, yoga, danse           |      |

## Manufacture Française du Cycle
En 2013, Intersport rachète l'usine en difficulté de Cycleurope située à Machecoul qui produit des vélos de marques de distributeurs dont Nakamura, marque des vélos du groupe, et crée MFC, la Manufacture Française du Cycle. En quelques années l'entreprise devient la première usine d'assemblage de vélo en France, avec 500 000 vélos en 2022, soit 63% de ceux assemblés en France.